# Gaspermeabilitätsmethode
Die Gaspermeabilitätsmethode ist ein physikalisches Verfahren zur Messung von Oberflächen, meist als Summe der äußeren und der innere Oberflächen eines Feststoffes, also einschließlich der Oberfläche eventuell vorhandener Poren, Kanäle oder anderer dem Gas zugänglicher Hohlräume. Zur Messung wird das Blaine-Gerät nach der Norm DIN 66 127 benutzt.
Die so gemessene spezifische Oberfläche kann auf die Masse in der Dimension m2·kg−1 oder auf das geometrische Volumen in der Dimension m2·m−3 bezogen sein. 

## Bedeutung
Die gemessene spezifische Oberfläche dient der Charakterisierung des Zerkleinerungsgrades von Feststoffen (gemahlener Zement) oder der gleichmäßigen Beschaffenheit von heterogenen Katalysatoren.